# Pampusana rubescens
La paloma perdiz de las Marquesas (Pampusana rubescens) es una especie de ave columbiforme de la familia Columbidae endémica de las islas Marquesas, Polinesia Francesa.
Sus hábitats naturales son los bosques y matorrales húmedos.
Fue formalmente clasificada como una especie en peligro de extinción por la IUCN en 2006. pero una nueva investigación ha demostrado que no es tan escasa como se creía. En consecuencia, se ha clasificado como una especie Vulnerable en 2008.